# Gobipteryx
Gobipteryx minuta
Genre
Espèce
Gobipteryx [signifiant « Aile de Gobi » ; de Gobi (en référence au désert de Gobi où il a été découvert), et du grec pteron « aile »] est un genre fossile d'oiseau ayant vécu en Mongolie lors du Campanien au Crétacé supérieur. Il n'a pas de descendants directs. Comme le reste du clade des Enantiornithes, Gobipteryx s'est éteint vers la fin du Crétacé. L'holotype et seule espèce est Gobipteryx minuta.

## Description
Sur la base de la longueur du crâne de 45 millimètres, on a estimé que Gobipteryx avait approximativement la taille d'une perdrix. Ses os sont fibrolamellaires (os qui associe os lamellaire et os fibreux).

### Crâne
La forme générale du crâne s'amincit progressivement vers l'avant. Gobipteryx possède un bec édenté formé par la fusion des os prémaxillaires. Le crâne est caractérisé comme étant rhynchocinétique avec les os ptérygoïdes s'articulant à la fois avec les vomers, et le palatin,. Les narines sont en forme de larme et le choane est situé en dessous, plus rostral que chez la plupart des oiseaux modernes. Les narines sont plus petites que les fenêtres antéorbitales, une caractéristique basale pour les oiseaux Ornithurae. De plus, le crâne de Gobipteryx a un rostre articulé. La charnière de la mâchoire est associée à l'articulation du carré avec les processus ptérygoïdes. La région articulaire de la mandibule contient des processus internes et rétro-articulaires et a une symphyse uniforme. Cet animal a une grande boîte crânienne uniforme et sans suture.

### Colonne vertébrale
La colonne vertébrale se compose d'au moins 19 vertèbres présacrées, les 6 dernières étant des dorsales. Les épines neurales des douzième et treizième vertèbres forment la lame nucale, qui représente le point le plus élevé de la colonne vertébrale.

### Ceinture scapulaire
L'omoplate contient un labre glénoïde proéminent et s'amincit vers l'arrière, se terminant par de fines tiges. Les coracoïdes sont légèrement concaves antérieurement et sont séparées dorsalement des omoplates. Elles dépassent également du cou de chaque côté. Les clavicules de Gobipteryx sont courbées d'une manière qui correspond à celle des autres oiseaux.

### Membres
L'humérus est convexe postérieurement (un trait normal pour les oiseaux) et la tête est en forme de virgule. Le cubitus de Gobipteryx est environ deux fois plus épais que le radius. Les métacarpiens II et III ont été trouvés dans des fossiles embryonnaires et sont observés comme étant de taille à peu près égale et sont en contact étroit l'un avec l'autre.

## Paléobiologie

### Vol
On pense que Gobipteryx était capable de voler,. L'omoplate est longue, et donc bien adaptée au vol car elle a plus de surface pour la fixation des muscles. De plus, le membre antérieur de Gobipteryx est plus de deux fois plus long que le thorax, ce qui se situe dans la gamme acceptable observée chez les oiseaux volants.

### Développement
On pense que Gobipteryx, ainsi que d'autres énantiornithes, a eu un développement super précoce, c'est-à-dire qu'il était capable de voler dès l'éclosion,. La preuve en est que les membres antérieurs et les épaules des embryons avancés sont presque complètement ossifiés. De plus, il a été démontré que la croissance de Gobipteryx minuta ralentissait immédiatement après l'éclosion. Cela suggère qu'il était très mobile au cours de sa vie, puisqu'il a été démontré que la locomotion ralentit la croissance des jeunes oiseaux en concentrant l'énergie et les ressources ailleurs. Ce début de vol si tôt dans la vie n'est pas observé chez la plupart des oiseaux modernes, qui commencent à voler lorsqu'ils ont atteint ou sont proches de la taille adulte.

## Histoire
Les premiers spécimens étaient deux crânes endommagés découverts dans le cadre de l'expédition paléontologique polono-mongole de 1971 dans le désert de Gobi par le Dr Teresa Maryańska (en), cependant, à l'époque, il n'a pas été immédiatement reconnu que ces deux crânes appartenaient à Gobipteryx,. Il a été trouvé pour la première fois dans les grès des lits inférieurs de Nemegt de la formation Barun Goyot du bassin de Nemegt. Le spécimen holotype est conservé à l'Institut de paléobiologie de l'Académie polonaise des sciences à Varsovie, en Pologne, et a été décrit pour la première fois par le Dr Andrzej Elżanowski (en) à partir d'un seul crâne endommagé. Initialement, Gobipteryx a été classé comme membre du clade Palaeognathae sur la base de sa mâchoire et de son palais. Cependant, en 1981, le Dr Cyril Walker (en) a défini le clade Enantiornithes et Gobipteryx a été reclassé comme un oiseau énantiornithe.
En 1996, Evgeny Kurochkin (en) a décrit un nouvel oiseau connu sous le nom de Nanantius valifanovi provenant également de la formation de Barun Goyot. Cependant, il a été découvert plus tard que N. valifanovi était en fait un nouveau spécimen mal identifié de Gobipteryx minuta. L'erreur était, au moins en partie, due à une mauvaise identification des os maxillaires et dentaires du crâne.
En 1994, une expédition dans le désert de Gobi a été menée par le Musée américain d'histoire naturelle et l'Académie des sciences de Mongolie, où un crâne de Gobipteryx minuta bien conservé a été trouvé dans le bassin de Nemegt. Ce nouveau spécimen a fourni des preuves supplémentaires pour le placement de Gobipteryx dans les Enantiornithes. En outre, il a permis la reconstruction du palais, qui était mal compris chez les oiseaux mésozoïques.
Au cours de l'expédition paléontologique polono-mongole de 1971 dans le désert de Gobi, au cours de laquelle les premiers spécimens ont été trouvés, des embryons avancés de Gobipteryx minuta ont également été découverts. Sept spécimens au total ont été trouvés, dont deux squelettes dans les lits rouges (en) de Khermeen Tsav dans le désert de Gobi en Mongolie. Ces embryons constituent les deuxièmes fossiles embryonnaires confirmés antérieurs à la période quaternaire ainsi que les premiers fossiles post-crâniens confirmés de G. minuta trouvés. 